# Amanda Grahame
Amanda Grahame (25 maart 1979) is een linkshandige tennisspeelster uit Australië.
Zij begon op achtjarige leeftijd met het spelen van tennis.
In 2000 speelde zij haar eerste grandslamwedstrijd op het Australian Open met een wildcard tegen Serena Williams.